# 夏多布里昂路

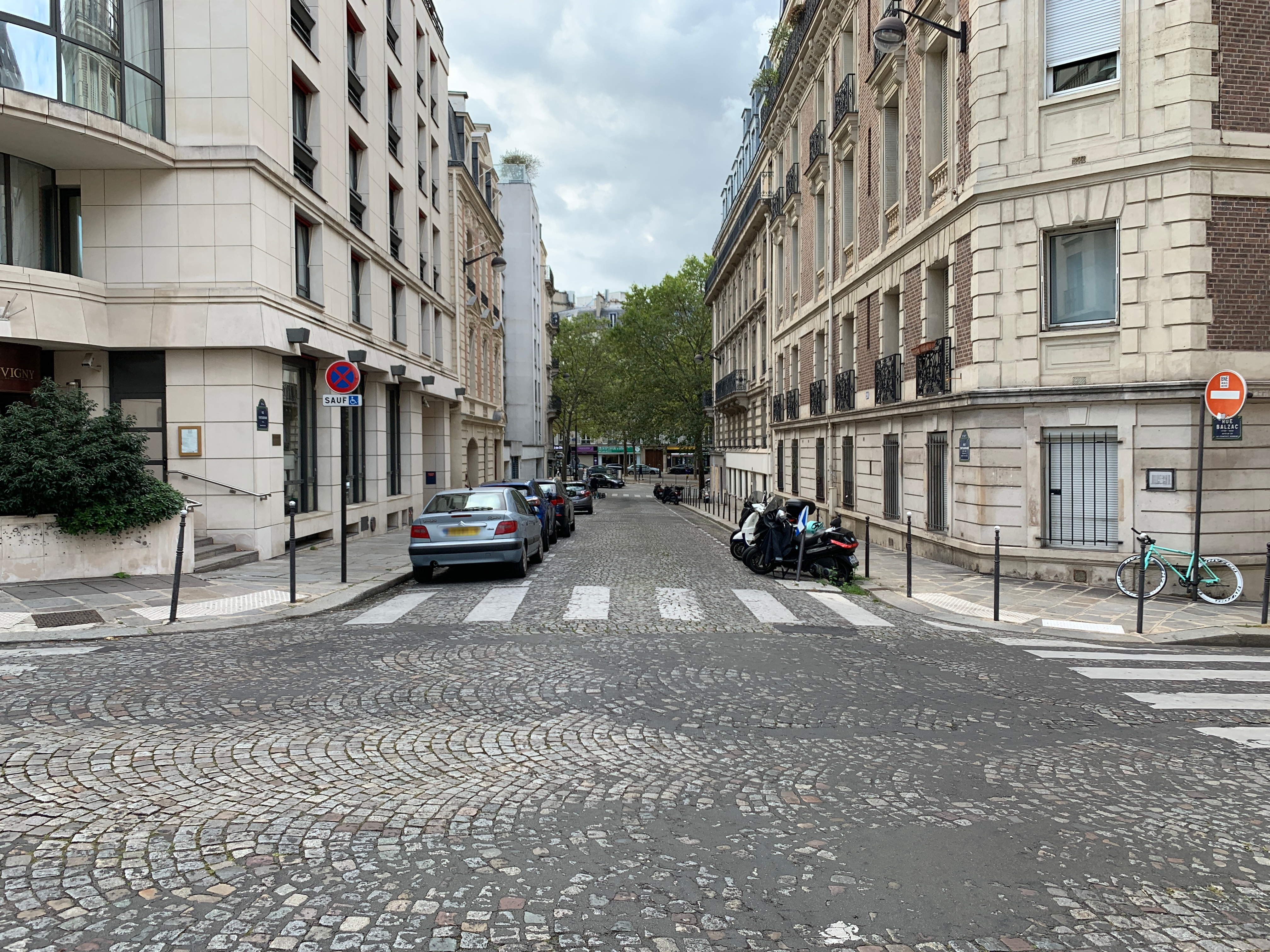
夏多布里昂路（2021年8月）

夏多布里昂路（Rue Chateaubriand）是巴黎第八区的一条街道，在巴黎凯旋门附近，始于华盛顿路17号，止于弗里德兰大街33号，长266米，宽11.5米。最大门牌为21号和22号。附近的地铁站为乔治五世站。

## 名称
这条街道得名于作家和外交官弗朗索瓦-勒内·德·夏多布里昂（1768-1848），当时，他坚决反对首相维莱尔伯爵 并支持希腊独立，因此非常受欢迎。

## 历史
这条街道开辟于1825年，作为私人车道，名为夏多布里昂大街（avenue de Chateaubriand）。1842年，通往香榭丽舍大街的部分改名为贝尔雷皮罗路（rue du Bel-Respiro）。根据1852年10月23日的法令，这条路成为公共道路，1863年更名为夏多布里昂路。

## 建筑

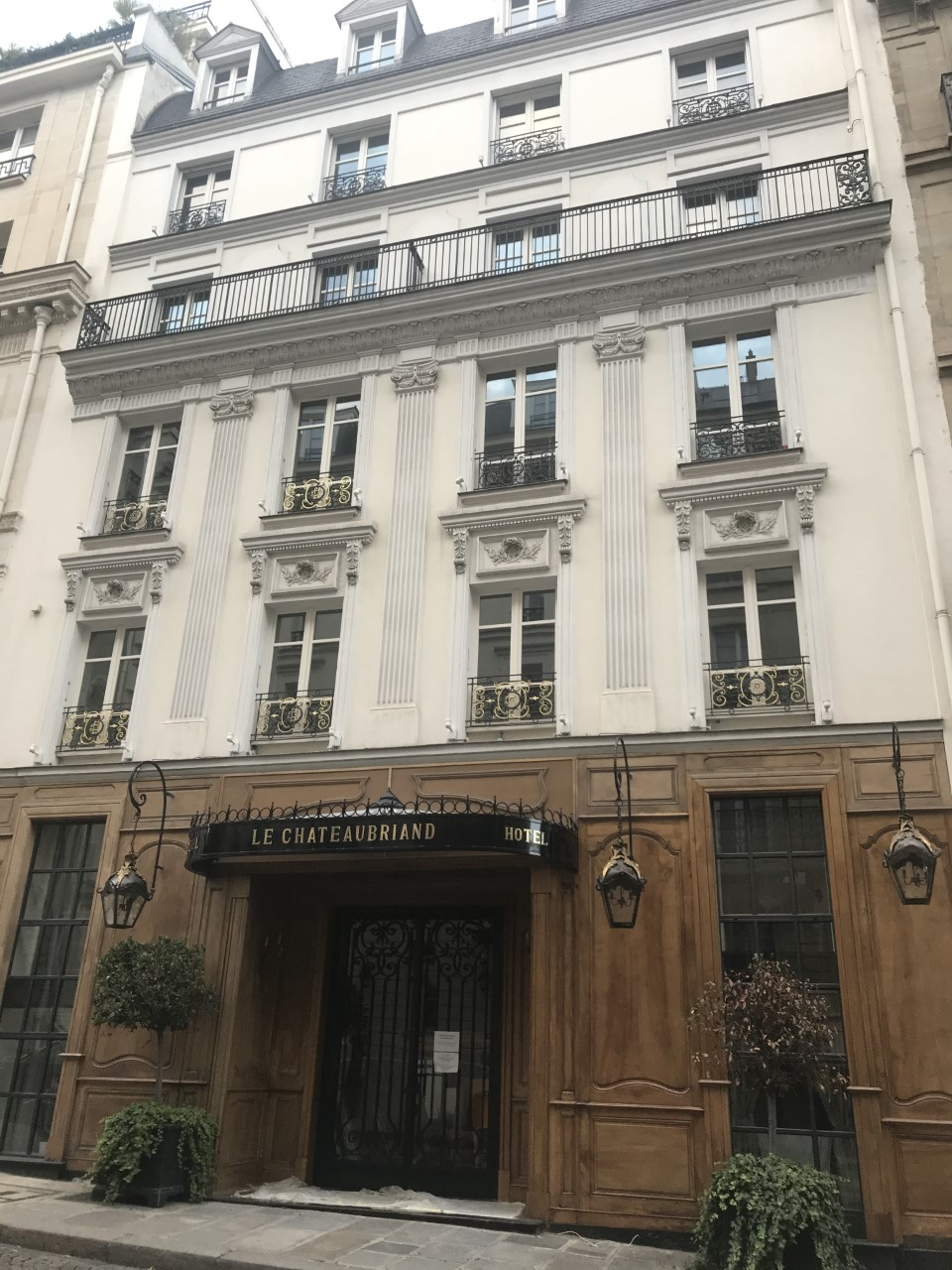
夏多布里昂府邸

- 6号 : 夏多布里昂府邸（Hôtel Chateaubriand）：1847年5月，葛塔诺·多尼采蒂的侄子安德里亚将他从塞纳河畔伊夫里的精神病院解救出来，在这里租了一套公寓来安置这位作曲家。多尼采蒂在这里住了四个月，直到9月19日启程前往意大利。8月3日，作曲家在这里留下照片[2]。
- 8号 : 沃夫兰男爵府邸（Hôtel du baron de Vaufreland）
- 11号: 一条私人通道的尽头，有两排梧桐树，从华盛顿路13号的院子开始。
- 12号: 加斯东·德·加利费（1831-1909）在此去世
- 14号: 原圣体会总部，有地下通道通往弗里德兰大街23号的基督圣体堂（église espagnole du Corpus Christi）。

## 著名居民
- 诗人皮埃尔-让·德·贝朗瑞（1780-1857）
- 加斯东·德·加利费将军，战争部长